# Al-Ashkhara
al-Ashkhara in arabo الأشخرة‎?, è una città nella regione di Ash nell'Oman. Prende il nome da una pianta velenosa che cresce nel deserto. Gli abitanti, della tribù Bani Bu Ali sono noti per la loro opposizione all'attuale Sultano dell'Oman Qabus bin Sa'id, anche perché seguaci del Wahhabismo.
La principale attività della città è la pesca.